# 馬塔梅耶省
13°32′21″N 8°27′46″E / 13.53917°N 8.46278°E

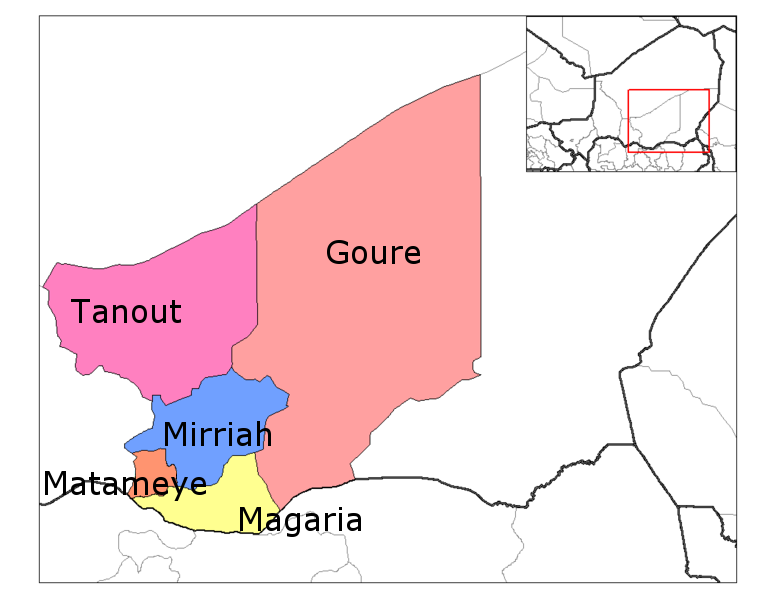

馬塔梅耶省（法語：Matamèye），是尼日爾的省份，位於該國南部，由津德爾大區負責管轄，東北面是米里亞省，面積2,381平方公里，2011年人口345,637，人口密度每平方公里145人。